# Юйко, Виктор Иванович
Виктор Иванович Юйко (3 февраля 1970, Холстово, Зельвенский район, Гродненская область) — советский и белорусский футболист, полузащитник, тренер. Мастер спорта РБ (1994).

## Биография
Воспитанник ДЮСШ посёлка Зельва, первый тренер — Станислав Владиславович Путреша. Взрослую карьеру начинал в командах КФК, выступавших в чемпионате Белорусской ССР. В соревнованиях мастеров дебютировал в 1990 году в составе гродненского «Химика» во второй лиге СССР и до распада СССР успел сыграть 71 матч. Свой первый матч за команду сыграл 7 апреля 1990 года против «Кремня».
С 1992 года со своим клубом, переименованным в «Неман», выступал в высшей лиге Беларуси. 29 апреля 1992 года в игре против витебского «СКБ-Локомотива» забил 1000-й гол гродненского клуба в первенствах страны. Обладатель Кубка Беларуси 1992/93. В 1996—1997 годах был капитаном «Немана». Принимал участие в матчах еврокубков.
В 1998—1999 годах играл за латвийский клуб «Металлург» (Лиепая). Серебряный призёр чемпионата Латвии 1998 и 1999 годов, финалист Кубка Латвии 1998 года.
После возвращения на родину провёл ещё два сезона за «Неман» в высшей лиге. В 2001 году завершил игровую карьеру.
Всего в высшей лиге Беларуси сыграл 197 матчей и забил 8 голов. С учётом первенства СССР сыграл за «Неман» 269 игр в чемпионатах (8 мячей), 13 матчей в Кубках СССР и Беларуси, 2 матча в Кубке обладателей кубков.
В 2002—2011 годах работал главным тренером дублирующего состава «Немана», под его руководством команда сыграла 272 матча. Серебряный призёр первенства дублёров 2007 года. В 2012 году сообщалось об интересе к тренеру со стороны «Сморгони», но переход не состоялся. В 2013—2015 годах совместно с Сергеем Кукалевичем тренировал польский клуб седьмого дивизиона «ЛКС Пограничже» (Кузница-Бялостоцкая), также выходил на поле в качестве игрока, сыграл 12 матчей и забил один гол. В дальнейшем работает детским тренером в СДЮШОР «Неман».

## Достижения
- Обладатель Кубка Беларуси: 1992/93
- Серебряный призёр чемпионата Латвии: 1998, 1999
- Финалист Кубка Латвии: 1998